# Blob – Schrecken ohne Namen
Blob – Schrecken ohne Namen (Alternativtitel: Angriff aus dem Weltall, englischer Originaltitel: The Blob) ist ein US-amerikanischer Science-Fiction-Film von Irvin S. Yeaworth junior aus dem Jahr 1958 mit Steve McQueen in der Hauptrolle. Spezialeffekte lieferte Baron Sloane.

## Handlung
Die Jugendlichen Steve Andrews und Jane Martin beobachten an einem Abend, wie eine Sternschnuppe in einen nahegelegenen Wald stürzt. Um herauszufinden, was da vor sich geht, machen sie sich auf den Weg zur Einschlagstelle. Ein alter Mann, der in einer Waldhütte lebt, stellt fest, dass es ein kleiner Meteorit war. Mit einem Stock zieht er eine gallertartige Substanz heraus, die ihm an die Hand rutscht. Der alte Mann versucht vergeblich, die Substanz zu entfernen, und schließlich beginnt seine Hand furchtbar zu schmerzen. Er rennt auf die Landstraße, wo er von Steve und Jane beinahe angefahren wird. Die zwei bringen den Mann zu einem Arzt.
Der Arzt bittet Steve, zum Einschlagsort zu fahren, um nach Spuren zu suchen; dabei finden sie den Meteor und den Hund des alten Manns. Währenddessen kümmert sich der Arzt um den Mann und kommt zu dem Schluss, dass nur eine Amputation helfen kann. Der Blob, wie das schwammartige außerirdische Lebewesen genannt wird, ist aber schneller und verschlingt den Mann. Die Arzthelferin entdeckt den nun gewachsenen Blob und schreit. Der Arzt rät ihr, ein Glas Salzsäure auf den Blob zu kippen, was aber keine Wirkung zeigt. Die Arzthelferin wird verschlungen, ebenso der Arzt. Steve sieht alles von außen mit an und alarmiert die Polizei. Später findet man das Haus des Arztes verwüstet und verlassen vor. Man glaubt Steve nicht, da der Arzt eigentlich auf eine Konferenz wollte und vermutlich auf dem Weg dorthin sei. Steve und Jane werden mit zur Wache genommen und von ihren Eltern abgeholt. Beide geben vor, schlafen zu gehen, treffen sich aber anschließend, um weiter zu forschen.
Sie begeben sich zum Kino, um ihre Freunde zu treffen, schließen sich mit ihnen zusammen und versuchen, alle Leute zu warnen. Doch keiner glaubt ihnen. Auf ihrer Tour kommen Steve und Jane am Supermarkt von Steves Vaters vorbei und bemerken, dass die Tür offen steht. Sie sehen nach und werden vom Blob angegriffen. Sie können sich im Kühlraum verstecken, den der Blob wegen der Kälte nicht betreten kann, und erfahren so von seiner Schwachstelle. Nachdem sie den Kühlraum verlassen haben, lärmt die Gruppe auf der Straße, um alle zu wecken und die Polizei zu alarmieren. Der Blob ist mittlerweile noch größer geworden und will nun die Menschen im Kino verschlingen. Es bricht Panik aus und einige können flüchten. Der Blob ist abermals gewachsen und legt sich über ein Diner, in dessen Keller Steve, Jane, ihr kleiner Bruder und einige andere geflüchtet sind. Steve erzählt von der Schwäche des Blobs gegenüber Kälte, und sofort brechen alle auf, um Feuerlöscher zu holen. Mit vereinten Kräften gelingt es, den Blob einzufrieren und damit einzuschrumpfen. Die United States Air Force wirft ihn schließlich mit einem Transportflugzeug über der Arktis ab.

## Hintergrund
Blob – Schrecken ohne Namen hatte seinen Ursprung in einer Zusammenarbeit zwischen der Drehbuchautorin Kate Phillips (auch als Kay Linaker bekannt) und dem evangelikalen Filmemacher Irvin S. Yeaworth. Yeaworth war Besitzer einer kleinen christlichen Filmfirma, die religiöse Kurzfilme für Sonntagsschulen drehte. Beide trafen sich 1957 auf dem Presidential Prayer Breakfast (heute National Prayer Breakfast) bzw. dem assoziierten International Christian Leadership Meeting in Washington, D.C., das von einem heute als The Family bekannten rechtsgerichteten evangelikalen Netzwerk initiiert wurde. Der Film sollte subtil die antikommunistische Botschaft in den sogenannten Mainstream einbringen. Der hochinfektiöse und alles verschlingende „Blob“ diente dabei als Metapher für den Kommunismus.
Blob – Schrecken ohne Namen startete am 12. September 1958 in den amerikanischen und am 18. März 1960 in den deutschen Kinos.
Der in dem Kino, in das der „Blob“ eindringt, gezeigte Film ist John Parkers Dementia (1955). Blob-Produzent Jack H. Harris besaß damals die Verleihrechte an Parkers Film.

## Kritiken
Das Lexikon des internationalen Films beschreibt Blob – Schrecken ohne Namen als einen „[z]um Kultfilm avancierte[n] Grusel-Klassiker, der seine Spannung weitgehend aus dem Umstand bezieht, dass die Erwachsenen den Jugendlichen, die die Ursache des Grauens als erste sehen, lange Zeit keinen Glauben schenken“. Herausgekommen sei daher „auch ein durchaus vergnüglicher Film über den Generationskonflikt im Amerika der 50er Jahre“.

## Nachwirkung
1972 drehte Schauspieler Larry Hagman eine Fortsetzung unter dem Titel Beware! The Blob, seine einzige Regiearbeit. Im Jahre 1988 entstand eine Neuverfilmung mit dem Titel Der Blob.
Im Januar 2015 wurde ein weiteres Remake unter der Regie von Simon West sowie mit Brian Witten als Produzent angekündigt.
In Phoenixville, Pennsylvania, wird seit 2000 jährlich im Sommer das „Blobfest“ veranstaltet. Bei diesem Ereignis wird im Colonial Theater, in dem damals auch die Szene für den Film gedreht wurde, der Klassiker aufgeführt. Nach der Vorführung spielen die Zuschauer die im Film gezeigte Flucht aus dem Kino nach.

## Trivia
Die Schleimpilz-Art Physarum polycephalum wird in Anspielung auf den Film auch scherzhaft „der Blob“ genannt.